# 3385 Bronnina
A 3385 Bronnina (ideiglenes jelöléssel 1979 SK11) a Naprendszer kisbolygóövében található aszteroida. Nyikolaj Sztyepanovics Csernih fedezte fel 1979. szeptember 24-én.